# Fiat CR.25
Die Fiat CR.25 war ein zweimotoriges italienisches Aufklärungsflugzeug, das während des Zweiten Weltkriegs in geringer Stückzahl für die Regia Aeronautica eingesetzt wurde.

## Geschichte
Nachdem der viel versprechendere italienische Bomber Breda Ba.88 im Einsatz nicht überzeugen konnte, wurden 40 CR.25 bestellt, wobei später die Zahl auf zehn reduziert wurde. Insgesamt wurden zwei Prototypen und acht weitere Flugzeuge gebaut. Später wurde beschlossen, die CR.25 als Aufklärungsflugzeug und als Begleitjäger einzusetzen, wobei insgesamt neun Flugzeuge (ein Prototyp und die acht Vorserienflugzeuge) für diese Rolle vorgesehen waren. Sie wurde während des Krieges von der 173a Squadriglia Ricognizione Strategica Terrestre (Strategische Landaufklärungsstaffel) eingesetzt, die von Sizilien aus operierte. Trotz positiver Berichte der Piloten und eines Vorschlags von Fiat, die Produktion wieder aufzunehmen, wurden keine weiteren Flugzeuge produziert.
Der als Transporter umgebaute Prototyp MM 332 wurde der italienischen Botschaft in Berlin zugeteilt.

## Varianten
- CR.25: Zweimotoriges Aufklärungsbombenflugzeug, zwei Prototypen wurden gebaut.
- CR.25bis: Strategisches Aufklärungsflugzeug, Langstrecken-Begleitjagdflugzeug, acht Vorserienflugzeuge wurden gebaut.
- CR.25 D: Der Prototyp des Flugzeugs MM (Matricola Militare) 332, umbenannt in CR.25 D als Transportflugzeug für den italienischen Luftattaché in Berlin.
- CR.25quater: Die CR.25quater war eine stärker bewaffnete Version mit leicht vergrößerter Flügelfläche und 1175-PS-Motoren, die im Frühjahr 1943 von FIAT vorgeschlagen wurde. Sie blieb auf den Zeichentischen.

## Spezifikationen (CR.25bis)
Daten aus The Complete Book of Fighters

### Allgemeine Merkmale
- Besatzung: 3
- Länge: 13,56 m (44 Fuß 6 Zoll)
- Flügelspannweite: 16,00 m (52 ft 6 in)
- Höhe: 3,40 m (11 ft 2 in)
- Flügelfläche: 39,20 m² (421,9 sq ft)
- Leergewicht: 4.375 kg (9.645 lb)
- Bruttogewicht: 6,525 kg (14.385 lb)
- Triebwerk: 2 × luftgekühlter 14-Zylinder-Sternkolbenmotor Fiat A.74 R.C.38, je 630 kW (840 PS)
- Propeller: 3-Blatt-Verstellpropeller

### Leistung
- Höchstgeschwindigkeit: 460 km/h (290 mph, 250 kn) in 5.500 m (18.000 ft)
- Reichweite: 2.100 km (1.300 mi, 1.100 nmi)
- Dienstgipfelhöhe: 8.100 m (26.575 ft)
- Zeit bis zur Höhe: 16 min 39 sec bis 6.000 m (20.000 ft)

### Bewaffnung
- Kanonen: 3 × 12,7 mm (0,5 Zoll) Breda-SAFAT-Maschinengewehre